# Cradle 2 the Grave
Cradle 2 the Grave (Brasil: Contra o Tempo / Portugal: Nascer para Morrer), é um filme estadunidense de 2003 dirigido por Andrzej Bartkowiak.

## Sinopse
O começo do filme mostra o imponente ladrão Tony Fait (DMX) e sua equipe correndo pelos túneis de metrô e passagens subterrâneas para chegar até uma loja de joias, onde haveria um leilão de diamantes, a qual eles pretendem roubar. O agente da Inteligência chinesa Su (Jet Li) obtém informações sobre este roubo e chama a polícia. Mas Fait e sua cúmplice Daria (Gabrielle Union)conseguem fugir com uma mala cheia de diamantes negros.
Fait deixa os diamantes com seu receptor Archie (Tom Arnold) para saber quanto valem. Mas eles são roubadas pelos capangas de um "poderoso chefão", o prisioneiro VIP Jump Chambers (Chi McBride).
Após um conflito inicial, Fait e Su se unem forçosamente quando o ex-agente do governo Ling (Mark Dacascos) sequestra Vanessa, a filha de 8 anos de Fait, exigindo as pedras.
Lá pelo final do filme aumenta ainda mais a ação com Fait em um quadriciclo sendo perseguido pela policia e o motociclista, dono do veículo que ele roubou, e com uma luta entre Su e um bando na "arena" de lutas ilegais.
No final é descoberto que Ling pretendia usar as pedras como uma arma nuclear para vender para traficantes de armas. O plano falha, ocorrem várias lutas arrepiantes, Ling vs. Su, Fait vs. Bald Enforcer [Woon Young Park] e Daria vs. Sona (Kelly Hu). Os vilões morrem e os mocinhos vivem felizes para sempre.

## Elenco
- Jet Li como Su Duncan
- DMX como Tony Fait
- Anthony Anderson como Tommy
- Kelly Hu como Sona
- Tom Arnold como Archie
- Mark Dacascos como Ling
- Gabrielle Union como Daria
- Drag-On como Miles
- Paolo Seganti como Christophe
- Paige Hurd como Vanessa Fait
- Michael Jace como Odion
- Richard Trapp como Douglas
- Sean Cory como Willy Chickens
- Ron Yuan Como Técnico Do Laser

## Recepção da crítica
Cradle 2 the Grave tem recepção geralmente desfavorável por parte da crítica especializada. Possui tomatometer de 23% em base de 121 críticas no Rotten Tomatoes. Tem 53% de aprovação por parte da audiência, usada para calcular a recepção do público a partir de votos dos usuários do site.

## Trilha Sonora
1. X Gon' Give It to Ya - DMX
2. Go to Sleep - Eminem, Obie Trice & DMX
3. What's It All For - Bazaar Royale
4. Follow Me Gangster - G-Unit
5. Stompdas**toutu  - Capone-n-Noreaga & M.O.P.
6. Do Sumptin - Comp
7. My Life - Foxy Brown & Althea
8. Fireman - Drag-On
9. Drop Drop - Joe Budden
10. I'm Serious - Clipse
11. Right/Wrong - DMX
12. It's Gon' Be What It's Gon' Be - Jinx & Loose
13. Hand That Rocks the Cradle - Big Stan
14. Won't Be Coming Back - Birdman
15. C2G - Fat Joe & Youngn' Restless
16. Focus - Kashmir
17. Slangin' Dem Thangs - Profit
18. Off the Hook - Jinx Da Juvy
19. Getting Down - DMX, Big Stan, Kashmir & Bazaar Royale